# Городня (приток Болдонихи)
Городня — река в России, протекает в Старорусском районе Новгородской области. Русло реки извилистое, основное направление течения — на север. Устье реки находится в 7 км по левому берегу реки Болдониха. Длина реки составляет 12 км.
Из населённых пунктов на реке находится только нежилая деревня Чириковщина.

## Данные водного реестра
По данным государственного водного реестра России относится к Балтийскому бассейновому округу, водохозяйственный участок реки — Ловать и Пола, речной подбассейн реки — Волхов. Относится к речному бассейну реки Нева (включая бассейны рек Онежского и Ладожского озера).
Код объекта в государственном водном реестре — 01040200312102000023834.